# Huston-Plan
Der Huston-Plan war ein 43-seitiger Entwurf von Sicherheitsmaßnahmen, welcher vom Berater des Weißen Hauses, Tom Charles Huston, im Jahr 1970 erarbeitet wurde. Die Maßnahmen sollten vornehmlich die als linksradikal eingestuften Gegner des Vietnamkrieges eindämmen und bestanden in Wohnungseinbrüchen, illegalen elektronischen Überwachungsmaßnahmen und dem Öffnen von Briefen. An einer Stelle des Dokuments wird sogar die Errichtung von Internierungslagern für Anti-Kriegs-Demonstranten vorgeschlagen. Die von US-Präsident Richard Nixon Mitte Juli 1970 bereits ratifizierten Vorschläge gelangten jedoch nicht zur Umsetzung, weil FBI-Direktor J. Edgar Hoover Einspruch gegen die Maßnahmen erhob und hierfür die Unterstützung des Attorney General John N. Mitchell gewann. Der Plan wurde im Zusammenhang mit dem Watergate-Untersuchungsausschuss öffentlich und später im Church Committee behandelt.